# Дмитриев, Андрей Викторович (хоккеист)
Андрей Викторович Дмитриев (род. 28 августа 1962, Лиепая) — советский, белорусский, немецкий хоккеист, нападающий. Тренер.

## Биография
Уроженец Лиепаи, на юниорском уровне играл за «Заполярник» (Норильск), на молодёжном — за «Юность» Минск. 12 сезонов (1980/81 — 1991/92) провёл за «Динамо» Минск. Начав сезон 1992/93 в «Тивали», уехал в Германию, где 11 сезонв выступал за клубы низших лиг: «Вильгельмсхафен-Штикхаузен» (1992/93 — 1993/94, 1997/98 — 2000/01), «Херне» / «Хернер Майнерс» / «Хернер Близзардз» (1994/95 — 1996/97, 2001/02 — 2002/03), «Битигхайм-Биссинген» (1997/98), «Нойссе» (2001/02).
Играл за сборную Белоруссии.
В сезоне 2005/06 — тренер «Юности» Минск (по другим данным — «Динамо»). Тренер в системе «Херне» (2014—2017).
Сын Алексей (род. 1985) — хоккеист немецких клубов.